# Gertrud Beck (Historikerin)
Gertrud Beck (* 17. März 1915 in Weiler in den Bergen geboren als Gertrud Afra Fuchs; † 29. September 1994 in Ulm) war eine deutsche Historikerin, Heimatforscherin, Schriftstellerin, Kommunalpolitikerin der Freien Wählergemeinschaft (FWG) und Stadträtin in Ulm.

## Leben
Gertrud Beck wurde im März 1915 als Tochter des Lehrers Karl Fuchs am Dienstort ihres Vaters in Weiler in den Bergen bei Schwäbisch Gmünd geboren, wo sie ihre Kindheitsjahre verbrachte, die vom Ersten Weltkrieg überschattet waren. Später besuchte sie das Gymnasium in Biberach an der Riss. Schon früh interessierte sie sich für die Geschichte und Kultur Oberschwabens, die sie wissenschaftlich erforschte. Ab 1934 lebte sie in Ulm, wo sie als freie Mitarbeiterin für Zeitungen und Zeitschriften tätig war. Sie war Mitglied des Verbands Deutscher Schriftsteller, des Literarischen Forums Oberschwaben und des Kunstvereins Oberschwaben.
Das Leben Gertrud Becks ab 1945 ist gekennzeichnet von großem sozialem und politischem Engagement.
Gertrud Beck starb Ende September 1994 im Alter von 79 Jahren in Ulm und fand am 6. Oktober 1994 ihre letzte Ruhestätte auf dem dortigen Hauptfriedhof.

## Gesellschaftliches Engagement
Gertrud Beck war über mehrere Jahrzehnte hinweg auf vielfältige Weise ehrenamtlich in Ulm tätig, insbesondere, um Frauen und Mütter in der Zivilgesellschaft zu unterstützen und fördern. Sie war Vorstandsmitglied der Ulmer Mütterschule (heute: Familienbildungsstätte) und Mitglied im Verein „Ulmer helft Euren Mitbürgern“. Sie war Mitarbeiterin im Ulmer Wohnungshilfswerk, im Jahr 1955 wurde sie Vorsitzende des deutsch-amerikanischen Frauenclubs und 1968 2. Vorsitzende des Vereins Frauenbildung-Frauendienst (FBFD).
In den 1970er und 1980er Jahren engagierte sich Beck auch auf kommunalpolitischer Ebene. Sie war Mitglied der Freien Wählergemeinschaft Ulm und gehörte von 1971 bis 1989 dem Gemeinderat der Stadt Ulm an.
Anlässlich des 250-jährigen Jubiläums der Wallfahrt zur Kirche Zur Schmerzhaften Muttergottes und St. Ulrich in Maria Steinbach wurde im Jahr 1984 auf Becks Initiative hin ein Wallfahrtsmuseum neben der Kirche gegründet.
Als erste Frau in der 150-jährigen Vereinsgeschichte wurde sie im Jahr 1991 zur Vorsitzenden des Vereins für Kunst und Altertum in Ulm und Oberschwaben gewählt, dessen Vorstand sie bereits seit 1976 angehört hatte. Diese Position hatte sie bis 1993 inne. Sie verfasste zahlreiche Aufsätze, die im Vereinsorgan Ulm und Oberschwaben. Zeitschrift für Geschichte und Kunst und weiteren heimatkundlichen Fachzeitschriften veröffentlicht wurden.

## Veröffentlichungen (Auswahl)
als Autorin
- Alb-Donau-Kreis. Süddeutsche Verlagsgesellschaft, Ulm 1981, ISBN 3-88294-038-7.
- Langenauer Bank (Hrsg.): Langenau: eine Stadt im Wandel der Zeit. Süddeutsche Verlagsgesellschaft, Ulm 1981, ISBN 3-88294-102-2.
- Mendleriana: aus dem Leben des Dr. Alfred Mendler, Arzt und Maler in Ulm. Aegis, Ulm 1982, ISBN 3-87005-028-4.
- Mahlzeit miteinander. Süddeutsche Verlagsgesellschaft, Ulm 1987, ISBN 3-88294-110-3.
- Unterweiler 1092-1992. Süddeutsche Verlagsgesellschaft, Ulm 1992, ISBN 3-88294-176-6.

als Herausgeberin
- Ulm in alten Ansichtskarten. Flechsig, Frankfurt am Main 1977, ISBN 3-88189-008-4.
- Wallfahrtspfarramt Maria Steinbach und Gertrud Beck (Hrsg.): Maria Steinbach: 250 Jahre Wallfahrt zur Schmerzhaften Muttergottes 1734–1984. Anton H. Konrad, Weißenhorn 1984.

Aufsätze
- Die Wallfahrt Maria Steinbach und ihre Bedeutung für Oberschwaben. Mirakelbücher, Mirakelbilder, Votivbilder und Votivgaben. In: Ulm und Oberschwaben. Zeitschrift für Geschichte und Kunst, Bd. 40/41 (1973), S. 222–249.
- Wie Reichsprälat Mauritius Moriz aus Biberach eine komplizierte Liebesgeschichte meistert. Eine historisch-heitere Betrachtung um den jungen Wieland. In: Heimatkundliche Blätter für den Landkreis Biberach. Nr. 2, 1979, S. 46 ff.
- Leben und Werk des Mauritius Moriz. In: BC – Heimatkundliche Blätter für den Kreis Biberach. Nr. 2, 14. Dezember 1979, S. 48–54 (Digitalisat [PDF]).
- Die Prälaten von Rot im achtzehnten Jahrhundert bis zur Auflösung dieses Reichsstifts im Jahre 1803. In: Berkheim. Heimatbuch zum 750jährigen Todesjahr des Heiligen Willebold. Texte: Alfred Rude, Gertrud Beck, Eugen Ruß. Hg. Katholische Kirchengemeinde Berkheim. 1980, S. 33–40.
- Neue Aspekte zum Bau der Wallfahrtskirche Maria Steinbach 1742 bis 1758. In: Ulm und Oberschwaben. Zeitschrift für Geschichte und Kunst, Bd. 44, 1982, S. 372–380.
- Ein Musiker mit dem Krummstab: Reichsprälat Nikolaus Betscher von Rot. In: Zeit und Heimat (Beilage der Schwäbischen Zeitung, Ausgabe Biberach), 27 (1984), Nr. 1, S. 45–50.
- Nikolaus Betscher, der Klosterkomponist von Rot an der Rot, erfährt breite Anerkennung. In: BC – Heimatkundliche Blätter für den Kreis Biberach, 1986, Nr. 1, S. 55–59.
- Ignatius Vetter (1697–1755), Abt und Bauherr. Studie zum Klosterleben in der Reichsabtei Rot an der Rot. In: Ulm und Oberschwaben. Zeitschrift für Geschichte und Kunst. Band 47–48, 1991, S. 414–442.
- Roter Äbte als Auftraggeber Ochsenhauser Orgelbauer, in: BC - Heimatkundliche Blätter für den Kreis Biberach, 14. Jahrgang, Heft 2 vom 17. Dezember 1991 (Digitalisat).
- Die Elternhäuser und verwandtschaftlichen Bindungen bei den Klosterkomponisten Isfrid Kayser und Sixtus Bachmann. In: Max Müller: Marchtal: Prämonstratenserabtei, Fürstliches Schloß, Kirchliche Akademie, Ulm 1992, S. 303–320.

## Ehrungen und Auszeichnungen
- 1978: Bundesverdienstkreuz am Bande
- Gertrud-Beck-Straße in Ulm-Jungingen
- 1987: Medaille der Universität Ulm[2]
- 2018: Postkarte Gertrud Beck als Teil der Postkarten-Serie des Frauenbüros der Stadt Ulm Frauen bewegen Ulm (2018)[3]

## Familie
Gertrud Beck entstammte der alteingesessenen Ulmer Familie Fuchs. Ihren ersten Ehemann namens Schütz, den sie 1940 geheiratet hatte, verlor sie bereits 1942 im Zweiten Weltkrieg. Aus dieser Ehe ging der Sohn Gert-Helmut Schütz (1941–1999) hervor, der in Ulm als Staatsanwalt tätig war. In zweiter Ehe war sie ab 1949 mit dem Ulmer Rechtsanwalt Ernst Beck verheiratet und wurde Mutter eines weiteren Kindes.